# Multi-agentsysteem

Een lerende agent

Een multi-agentsysteem is een systeem dat bestaat uit meerdere intelligente agenten. Multi-agentsystemen worden gebruikt in situaties die moeilijk op te lossen zijn door een enkele agent of een monolithisch systeem. Voorbeelden van situaties waarin multi-agentsystemen worden gebruikt zijn online-handel (zoals eBay) en het reageren op noodsituaties.

## Kenmerken
De agenten in het systeem bezitten een zekere mate van autonomie en geen van de agenten heeft een overzicht van het gehele systeem (of het systeem is te complex voor de individuele agenten om deze kennis te benutten). Ook is er niet een centrale agent die het gehele systeem beheert en de coördinatie verzorgt tussen de agenten (indien dit wel zo zou zijn dan was het systeem in feite een monolithisch systeem, aangestuurd door die ene agent).
Een multi-agentsysteem kan zelforganisatie vertonen evenals complex emergent gedrag dat ontstaat door de wisselwerking van de individuele handelingen van de agenten.

## Techniek
Een multi-agentsysteem bestaat uit verscheidene stukken software die het gedrag van de agenten specificeren. Voor het ontwikkelen hiervan kunnen traditionele ontwikkelmethoden gebruikt worden maar tegenwoordig wordt er ook onderzoek gedaan naar ontwerpmethodologieën en programmeertalen die specifiek ontwikkeld zijn voor het vormgeven van multi-agentsystemen.

## Toepassingen
Er zijn veel toepassingen voor multi-agentsystemen, zoals militaire toepassingen, transport, logistiek en mobiele technologie. Het gaat hier om gedistribueerde systemen die zelfstandig taken kunnen uitvoeren in overleg met de andere agenten in het multi-agentsysteem.